# Premio Ariel
Il'premio Ariel è un premio cinematografico messicano, nato nel 1947.
È considerato il premio più prestigioso dell'industria cinematografica messicana e viene assegnato annualmente a numerosi operatori dell'arte cinematografica.
La statuetta (simile a quella hollywwodinana) rappresenta un uomo intento a prendere il volo ed è stata disegnata dallo scultore Ignacio Asúnsolo mentre il nome viene preso dal romanzo omonimo dello scrittore uruguayano José Enrique Rodó, Ariel simbolizza gli ideali di unione e difesa della cultura latinoamericana. 
Nel periodo 1960 - 1970 non venne effettuata nessuna premiazione.

## Premi Ariel
- Ariel de Oro:  è il maggior riconoscimento del cinema messicano. Viene assegnato annualmente, dal 1973, dall'Accademia messicana dell'arte e scienza cinematografica a persone singole o istituzioni, che lo hanno meritato in film messicani.  Non è sempre stato assegnato, anche se dal 1991 lo è stato annualmente. Nel 2008, in occasione del 50 º anniversario della istituzione del Premio Ariel, esso venne assegnato a 15 personalità.
- Premio Ariel per il miglior film (Premio Ariel a mejor película)
- Premio Ariel per la miglior regia (Premio Ariel a la mejor dirección)
- Premio Ariel per la miglior attrice (Premio Ariel a mejor actriz)
- Premio Ariel per il miglior attore (Premio Ariel al mejor actor)
- Premio Ariel per la miglior attrice coprotagonista
- Premio Ariel per il miglior attore coprotagonista
- Premio Ariel per il miglior attore non protagonista
- Premio Ariel per la miglior attrice non protagonista
- Premio Ariel per la miglior sceneggiatura
- Premio Ariel per la miglior fotografia
- Premio Ariel per il miglior montaggio
- Premio Ariel per la miglior musica originale
- Premio Ariel per la miglior colonna sonora
- Premio Ariel per la miglior canzone
- Premio Ariel per il miglior design
- Premio Ariel per il miglior costume
- Premio Ariel per il miglior trucco
- Premio Ariel per i migliori effetti speciali
- Premio Ariel per la miglior opera prima
- Premio Ariel per il miglior documentario in cortometraggio
- Premio Ariel per il miglior documentario in lungometraggio
- Premio Ariel per il miglior documentario medio-lungo
- Premio Ariel per il miglior cortometraggio di animazione
- Premio Ariel per il miglior lungometraggio di animazione
- Premio Ariel per il miglior film cortometraggio
- Premio Ariel per il miglior film medio-lungo
- Premio Ariel per il miglior film iberoamericano
- Premio Ariel per la miglior recitazione infantile
- Premio Ariel per la miglior recitazione giovanile
- Premio Ariel per la miglior ambientazione
- Premio Ariel per il miglior soggetto
- Premio Ariel per il miglior cortometraggio educativo, scientifico o artistico
- Premio Ariel per la miglior scenografia
- Premio Ariel per il miglior adattamento
- Premio Ariel per la miglior colonna sonora

### Premi supplementari
- Premio Ariel speciale d'argento
- Premio Speciale
- Medaglia Salvador Toscano
- Riconoscimento speciale dell'Istituto Messicano di Cinematografía
- Diploma d'onore[1]